# Molos-Agios Konstantinos
Molos-Agios Konstantinos (Grieks: Μώλος-Άγιος Κωνσταντίνος) is sedert 2011 een fusiegemeente (dimos) in de Griekse bestuurlijke regio (periferia) Centraal-Griekenland.
De drie deelgemeenten (dimotiki enotita) van de fusiegemeente zijn:
- Agios Konstantinos (Άγιος Κωνσταντίνος)
- Kamena Vourla (Καμένα Βούρλα)
- Molos (Μώλος)